# Río Aktiube
El río Aktiube (en ruso: Актюбе) es un río del Gran Cáucaso en el distrito de Karacháyevsk de la república de Karacháyevo-Cherkesia del sur de Rusia, en la reserva natural de Teberdá. Es un afluente del Dhzmagat y éste del Teberdá, que desemboca en el río Kubán.

## Curso
El río nace en la vertiente occidental del paso de Aktiube (3350 m) y el monte Gvanda Vostóchnaya (3896 m) que separan el valle del Teberdá del valle del Daut. Su curso de 3 km discurre ladera abajo hasta llegar a la orilla derecha del Dzhamagat.